# Fotomultiplikator

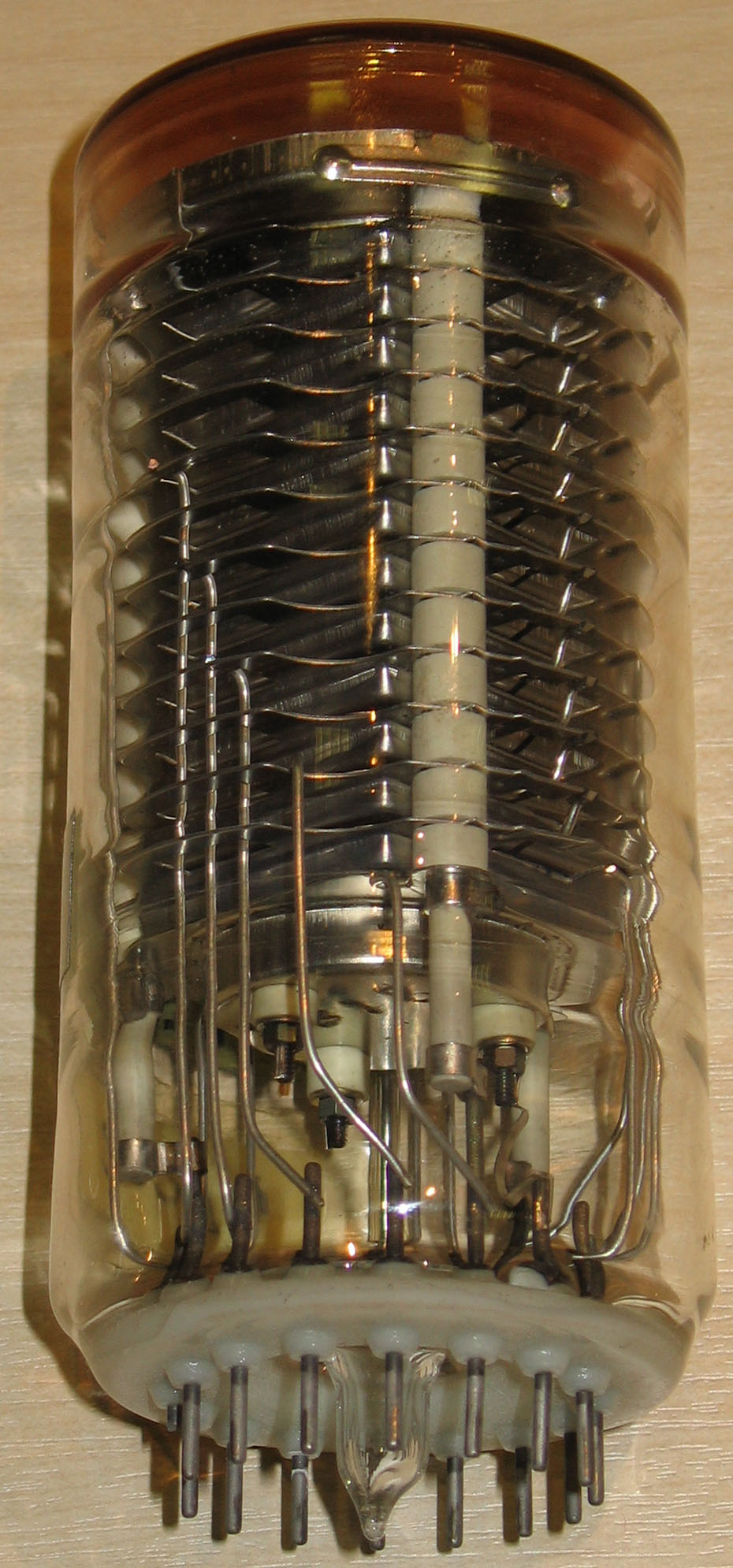
Fotomultiplikatorrör

En fotomultiplikator eller ett fotomultiplikatorrör (PM-rör), är en fotodetektor för att mäta ljusstyrka. Den består av ett vakuumrör, vanligen av glas, med en ljuskänslig fotokatod, en serie dynoder samt en anod. När ljus faller på fotokatoden slås elektroner ut som följd av den fotoelektriska effekten. Dessa accelereras i ett högspänningsfält mot den första dynoden. När elektronerna träffar ytan på dynoden slås fler elektroner loss och dessa fortsätter accelerera mot nästa dynod där ännu fler elektroner frigörs. På så vis uppstår en förstärkning av strömstyrkan längs dynodkedjan. En fotomultiplikator kan ha 8–12 dynoder och en förstärkningsfaktor på en miljon gånger eller mer. Spänningen över dynodkedjan är vanligen 1 till 2 kV.

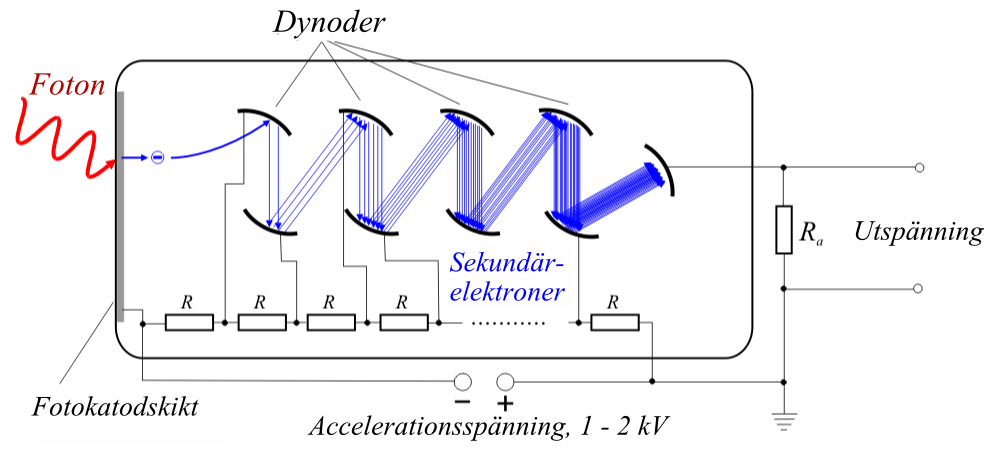
Fotomultiplikator, schematisk bild

Fotomultiplikatorn har hög känslighet och lågt egenbrus, vilket gör att den kan detektera enskilda fotoner. Den kan konstrueras för att ha mycket snabb responstid, mindre än 1 nanosekund, vilket gör den lämplig för detektering av mycket korta förlopp.
Fotomultiplikatorer används inom forskning vid spektroskopiska mätningar, vid experiment inom partikelfysik och inom astronomin. De används rutinmässigt för kemiska och medicinska analysinstrument.